# Сухий Врх (Превалє)
Сухий Врх (словен. Suhi Vrh) — поселення в общині Превалє, Регіон Корошка, Словенія. Висота над рівнем моря: 780,1 м.